# 이봉출
이봉출(李鳳出, 1925년 1월 10일~1992년 12월 5일)은 6.25전쟁과 베트남전쟁의 지휘관으로서 전쟁에 참여한 해병대 군인이다.
6.25 전쟁이 발발한 당시에는 대위의 계급으로서 진동리지구 전투와 통영상륙작전, 그리고 인천상륙작전과 서울탈환작전 등 주요 작전에 참가하였다.
베트남 전쟁에서는 청룡부대의 초대 여단장으로서 현지 농촌에 대한 보호와 재건작전을 지휘하였다.
6.25 전쟁에서의 전공을 인정받아 을지무공훈장과 미국 공로훈장(Legion of Merit)을 받았고, 베트남 전쟁에서의 전공을 인정받아 을지, 충무무공훈장을 수여받았다.
현재는 국립서울현충원 장군묘역에 안장되었다.

## 생애

### 출생과 성장
이봉출 중장은 1925년 1월 10일 경상남도 함안군에서 태어났다. 1940년 일본 후쿠오카(福岡)현에서 중학교를 졸업한 그는 광복을 맞아 1946년 2월, 우리 해군의 전신인 해방병단의 신병 1기로 입대하였다. 1948년 9월 해군소위로 임관한 그는 이듬해 4월 해병대가 창설하면서 12월 해병대로 전과하였다.

## 활약

### 6.25전쟁
1950년 6·25전쟁이 발발할 당시 해병대 제3중대장이었던 이봉출 대위(당시)는 해병대의 첫 전투인 7월 장항·군산·이리지구 전투, 낙동강 방어선 최서부 지역을 지킨 8월 진동리지구 전투와 통영상륙작전, 그리고 9월 인천상륙작전과 서울탈환작전 등 주요 작전에 참가하였다. 특히 9월 22~23일 연희고지(現 궁동공원)에서 치열한 전투 끝에 북한군의 마지막 서울 방어선에 결정적인 타격을 입히는 전공을 세웠다. 이듬해인 1951년 1월에는 김포 일대를 방어하는 독립 제5대대, 1952년 11월에는 백령·연평도를 방어하는 서해부대를 지휘하여 서울의 해상관문을 지키는 해병대의 전통을 정착시켰다.

### 베트남전쟁

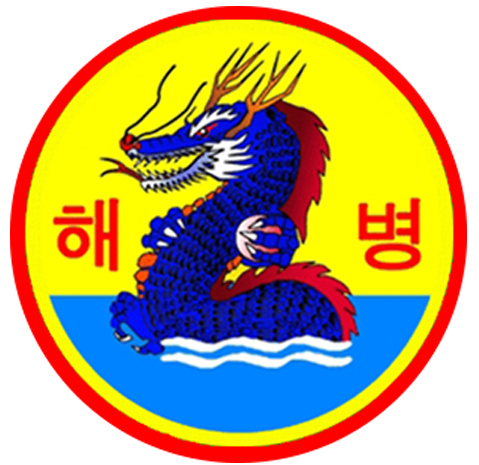
청룡부대 표제

1965년 9월, 이봉출 준장(당시)은 국군 최초의 해외파병 전투부대로서 베트남전쟁에 파병된 해병 제2여단 ‘청룡부대’의 초대 여단장에 임명되었다. 그는 15개월 동안 캄란만 일대를 안정화하고, 현지 농촌에 대한 보호와 재건작전을 지휘하였다.

#### 베트남전쟁 당시 이봉출 장군 여하의 부대 편제
- 제1해병대대
- 제2해병대대
- 제3해병대대
- 제5해병대대
- 제2야전포병대대
- 제628야전포병대대, 1포대 (육군)
- 직접통제중대
- 군사정보대
- 근무중대
- 치료중대
- 공병소대
- 수색소대
- 군사경찰소대

## 일화
1948년 10월 중순 경 부산 공설운동장에서 해군사관학교 축구팀과 부산 팀과의 축구 경기에서 부산 선수들이 해사생도들에게 태클을 과격하게 하자 권총을 빼들어 경고를 함으로써 태클에 제동을 걸었다는 이야기가 전해지고 있다.

## 업적
|          | 을지무공훈장                                  | 미국 공로훈장       | 충무무공훈장              |
| -------- | --------------------------------------------- | ------------------- | ------------------------- |
| 메달     |                                               |                     |                           |
| 리본     |                                               |                     |                           |
| 획득경로 | 6.25에서의 전공인정 베트남전쟁에서의 전공인정 | 6.25에서의 전공인정 | 베트남전쟁에서의 전공인정 |

## 가족
구부자 여사와 결혼 한 후 두 아이를 가졌다.

## 같이 보기
- 이달의 호국인물
- 이달의 6.25 전쟁영웅
- 청룡부대
- 6.25 전쟁
- 베트남 전쟁
- 을지무공훈장
- 미국 공로훈장

## 참고 문헌
- 한성훈. 《가면권력》. 후마니타스. 2014년. ISBN 978-89-6437-212-8
- 마이클 매클리어, 유경찬 역, 《베트남: 10,000일의 전쟁》, 을유문화사, 2002년, ISBN 89-324-6081-7
- 김현아, 《전쟁의 기억 기억의 전쟁》, 책갈피, 2002년, ISBN 89-7966-023-5
- 윌리엄 J. 듀이커, 정영목 역, 《호치민 평전》, 푸른숲, 2003년, ISBN 89-7184-375-6
- 권현익, 유강은 역, 《학살, 그 이후》, Archive, 2012년, ISBN 978-89-5862-510-0
- 이규봉, 《미안해요! 베트남》, 푸른역사, 2012년, ISBN 978-89-94079-58-5
- Lawrence, Mark Atwood. "The Vietnam War: A Concise International History", 2008, Oxford University Press.
- Leepson, Marc ed. Dictionary of the Vietnam War (1999) New York: Webster's New World.
- Lewy, Guenter. America in Vietnam (1978), defends U.S. actions.
- Logevall, Fredrik. The Origins of the Vietnam War (Longman [Seminar Studies in History] 2001).
- McMahon, Robert J. Major Problems in the History of the Vietnam War: Documents and Essays (1995) textbook.
- Hall, Simon, "Scholarly Battles over the Vietnam War," Historical Journal 52 (Sept. 2009), 813–29.
- 송정남, 《베트남 역사 읽기》, 한국외국어대학교출판부, 2010년, ISBN 978-89-7464-597-7
- 최명환(2011년). 《귀신잡는 해병대》. 케이투.
- 김환기(2010년). 《대한민국 해병대 그 치명적 매력》.